# Corpo estranho no ouvido
Corpo estranho no ouvido é a presença de um objeto no canal auditivo externo. Os sintomas podem variar desde a ausência de sinais até dor e secreção no ouvido. A audição pode estar reduzida. Complicações incluem sangramento ou lesão na pele.
Objetos encontrados no ouvido podem incluir miçangas, hastes de algodão, papel, areia, insetos e baterias de botão. Corpos estranhos geralmente ficam presos na região de estreitamento entre a cartilagem da orelha e os ossos do crânio. O diagnóstico é feito, em geral, por meio de exame do ouvido com um otoscópio.
Lidocaína líquida aquecida a 1 a 2% pode ser aplicada no ouvido para anestesiar antes da tentativa de remoção do corpo estranho. A sedação durante o procedimento também pode ser utilizada para facilitar a remoção. Diversas técnicas podem ser empregadas, como sucção, irrigação e uso de pinças. Se houver sinais de lesão na pele, pode indicado uso de antibiótico em gotas para o ouvido. Entre as complicações da remoção, pode ocorrer perfuração do tímpano.
Corpos estranhos no ouvido são relativamente comuns, ocorrendo com maior frequência em crianças, sendo o tipo mais comum de corpo estranho nessa faixa etária. Descrições de corpos estranhos no ouvido podem ser encontradas em textos antigos, incluindo os escritos de Hipócrates por volta de 400 a.C.